# Galliumnitrid
Galliumnitrid är ett III/V halvledarmaterial med ett direkt bandgap på 3,4 eV. Materialet har använts för lysdioder sedan 1990-talet. Det besitter egenskaper som hög värmekapacitet och hög värmeledningsförmåga.
Transistorer av galliumnitrid kan användas vid högre temperaturer och spänningar än transistorer av galliumarsenid.